# Ognjen Vukićević
Ognjen Vukićević (en serbe : Огњен Вукићевић), né le 30 novembre 1975 à Sremska Mitrovica en Yougoslavie (aujourd'hui en Serbie), est un ancien joueur de basket-ball yougoslave, puis serbe.

## Palmarès
- 2001-2002: Vainqueur de la Coupe de Hongrie avec Szolnok.